# Slag bij Glorieta Pass
De Slag bij Glorieta Pass vond plaats tussen 26 maart en 28 maart 1862 in het noorden van New Mexico tijdens de Amerikaanse Burgeroorlog. Door sommige historici wordt dit ook het Gettysburg van het westen genoemd. Met deze campagne probeerden de Zuidelijken de Noordelijke machtspositie in dit deel van Amerika te breken. De slag vond plaats in Glorieta Pass in de Sangre de Cristo Mountains in New Mexico.

## Achtergrond
Na de Slag bij Valverde waren de Zuidelijken verder opgerukt. Ze lieten Fort Craig links liggen wat uiteindelijk fataal zou zijn voor de campagne. De Noordelijke generaal Canby deed er alles aan om de Zuidelijke opmars te stoppen. Sibley stuurde een voorhoede van ongeveer 300 Texanen, onder leiding van generaal-majoor Charles L. Pyron, vooruit om de Glorieta Pass veilig te stellen. Deze doorgang in de Sangre de Cristo Mountains was van strategisch belang om Santa Fe te bereiken. Het hart van de Noordelijke logistiek.
Op 26 maart werd een schermutseling uitgevochten tussen de voorhoedes van beide legers. Op 28 maart vond het hoogtepunt van de slag plaats. Hoewel de Zuidelijken hun weg doorheen de pas hadden gevochten, moesten ze zich terugtrekken nadat een groot deel van hun bagagetrein in vijandelijke handen was gevallen. Na enkele achterhoedegevechten moesten ze zich terugtrekken. De Zuidelijke invasie mislukte.

## De slag

Slag bij Glorieta Pass: bewegingen op 28 maart
rood: De Zuidelijken - blauw: De Noordelijken

### De strijdkrachten
De Zuidelijke bevelhebbers tijdens de slag waren Charles L. Pyron en William Read Scurry. Pyron’s eenheid bestond uit de 2nd Mounted Texas Rifles, vier compagnieën van de 5th Texas Mounted Rifles (onder leiding van majoor John Shropshire) en twee kanonnen. Scurry’s eenheid omvatte negen compagnieën van de 4th Texas Mounted Rifles (onder leiding van majoor Henry Raguet), vijf compagnieën van de 7th Texas Mounted Rifles (onder leiding van majoor Powhatan Jordan) en drie kanonnen.
Het Noordelijke leger stond onder leiding van kolonel John P. Slough met zijn 1st Colorado Infantry. Daarbij waren er eenheden gevoegd onder leiding van majoor John Chivington. Op 26 maart had Chivington drie infanteriecompagnieën en een bereden compagnie onder zich. Tijdens de slag op 28 maart gaf Slough persoonlijk het bevel aan negen compagnieën van de 1st Colorado, een detachement van de 1st, 2nd en 3th Cavalry Regiment en twee batterijen artillerie.. Chivington had vijf compagnieën van de 5th U.S. Infantry, een compagnie van de1st Colorado, James Hobart Ford’s Independent Company van de 2de Colorado en enkele militie-eenheden onder zich.

### Apache Canyon
Pyron’s eenheid kampeerde bij Apache Canyon aan het uiteinde van Glorieta Pass. Een piket van 50 man stond op de top op uitkijk. In de vroege ochtend van 26 maart viel Chivington met 418 soldaten de Zuidelijken aan. De uitkijkpost werd onder de voet gelopen. Daarop viel hij de resterende hoofdmacht aan. Gericht Zuidelijk kanonvuur stopte Chivington’s aanval. Chivington verdeelde hierop zijn soldaten in twee eenheden om de vijandelijke positie van twee zijden aan te vallen. Ondertussen trok Pyron zich terug naar een beter verdedigbaar gedeelte zo’n 2,5 km verderop. De tweede Noordelijke aanval slaagde erin om de vijandelijk flank aan een moordend zijvuur te onderwerpen. Opnieuw trok Pyron zich terug. De tactische terugtocht had echter verwarring gezaaid in de rangen. Er was geen spraken meer van georganiseerd verzet en hun artillerie bleef vrijwel onverdedigd achter. Chivington liet zijn cavalerie de artillerie aanvallen. Deze charge slaagde. Chivington wist niet waar de rest van Pyron’s eenheid zich ophield en trok zich hierop terug naar Kozlowski’s Ranch waar Slough en de rest van het leger op hem wachten. Deze kleine overwinning gaf de broodnodige morele opkikker aan zijn leger.
De volgende dag werd er niet gevochten. De beide legers lieten de versterkingen aanrukken. Scurry arriveerde rond 03.00 uur op 27 maart. De Zuidelijken hadden nu ongeveer 1.100 soldaten en vijf kanonnen. Scurry nam het bevel over van Pyron. Scurry bleef voor de rest van de dag op dezelfde plaats omdat hij dacht dat Slough opnieuw zou aanvallen. Hij verwachtte ook dat Green zich zou positioneren om de vijandelijke achterhoede aan te vallen. Slough arriveerde in de vroege ochtend van 28 maart. De Noordelijken hadden nu ongeveer 1.300 soldaten.

### De slag bij Glorieta Pass

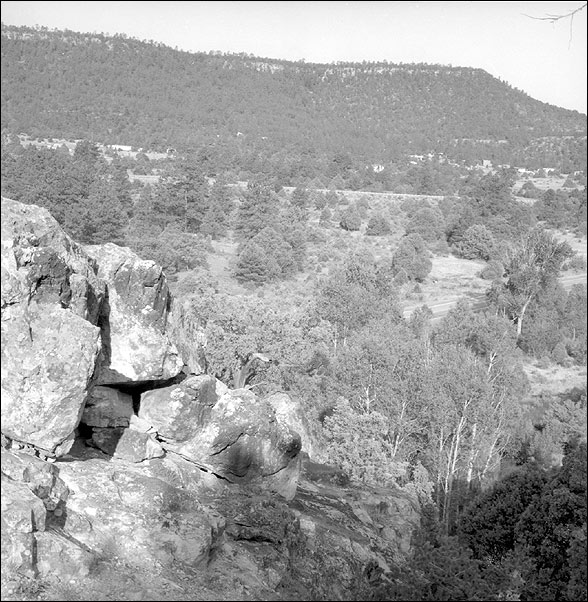
Zicht op het slagveld van Glorieta Pass.

Zowel Scurry als slough namen de beslissing om op de morgen van 28 maart aan te vallen. Slough stuurde 400 man onder Chivington naar Glorieta Pass. Daar moesten Chivington en zijn mannen zich rustig houden totdat ze de flank van de vijand konden aanvallen. Dit was natuurlijk in de veronderstelling dat de Zuidelijken niet zouden bewegen. Chivington voerde zijn bevelen uit en liet zijn mannen wachten dicht bij de pas totdat Slough en de vijand zouden verschijnen. Maar in tegenstelling tot wat Slough dacht, rukte Scurry eveneens op om de vijand aan te vallen. Scurry dacht dat de Noordelijken op de terugtocht waren naar Fort Union. Hij zou hen aanvallen tot Green arriveerde. Een kanon en een klein detachement bleef achter bij Johnson’s Ranch. De rest (zo’n 1.000 man) marcheerde naar de pas.
Toen Slough zag dat de vijand reeds snel en dicht genaderd had, viel hij aan. Rond 11.00 uur werd de aanval geopend op de Texanen op ongeveer een kilometer van Pigeon’s Ranch. Een provisioneel bataljon van 4 compagnieën van de 1st Colorado onder luitenant-kolonel Samuel Tappan stelden zich op over de toegangsweg naar de pas. De Zuidelijke cavaleristen stapten van hun paarden en zetten de aanval in. Tappan kon de initiële druk weerstaan. Tegen de middag slaagden de Zuidelijken met numeriek overwicht erin om de Noordelijke verdedigingslinie te flankeren. Slough hergroepeerde zijn soldaten op enkele honderden meters van Pigeon’s Ranch. Op de linkerflank had hij Tappan met een artilleriebatterij opgesteld. In het centrum van de linie had hij de andere batterij met twee compagnieën. Op zijn rechterflank stonden twee andere compagnieën in slagorde.
Scurry viel de Noordelijke slaglinie op drie punten aan. Pyron en Raguet vielen de vijandelijke rechterflank aan. Shropshire nam de linkerflank voor zijn rekening en met de rest van de Zuidelijke eenheden viel Scurry het centrum aan. De aanval op de Noordelijke linkerflank mislukte. Shropshire kwam daarbij om. De aanval op het centrum werd tegengehouden. De artillerie moest zich terugtrekken nadat een kanon was geraakt. De volledige aanval was gestokt. Rond 15.00 uur slaagde de Zuidelijken erin om de Noordelijke rechterflank te keren. Raguet sneuvelde. Het Noordelijk centrum kwam nu opnieuw onder druk te staan. Slough gaf het bevel tot de aftocht. Tappan’s eenheid deed dienst als achterhoede om de aftocht te beschermen. Op 750 meter ten oosten van Pigeon’s Ranch formeerde Slough zijn linie opnieuw. Tot het vallen van de avond werd er nog geweer- en kanonvuur uitgewisseld. Toen trok Slough zich terug naar Kozlowski’s Ranch. Scurry bleef alleen achter op het slagveld.
Tijdens deze gebeurtenissen had de leider van de New Mexican volunteers, luitenant-kolonel Manuel Antonio Chaves van de 2nd New Mexico Infantry, Chivington om de hoogte gebracht van de locatie van de Zuidelijke bagagetrein. Na een observatie van een uur vielen Chivington’s mannen de bagagetrein aan. Het was een overrompelend succes . De tachtig voorraadkarren werden geplunderd en in brand gestoken. De kanonnen werd vernageld en de lastdieren werden afgevoerd of omgebracht. Scurry had niets meer van voorraden. Hij moest zich wel terugtrekken. Dankzij deze strategische overwinning voor de Noordelijken werd de Zuidelijke invasie een halt toegeroepen.

## Gevolgen
Deze slag werd een keerpunt in de campagne. Ondanks de tactische overwinning van de Zuidelijken moesten ze zich toch terugtrekken na het verlies van hun bagagetrein. Uiteindelijk werden ze gedwongen om hun plannen volledig te staken. Sibley slaagde er dus niet in om de voorraden van Fort Union te bereiken, laat staan te veroveren.